# John Lindley (directeur de la photographie)
Cet article concerne le directeur de la photographie américain. Pour le botaniste anglais (1799-1865), voir John Lindley.
John (William) Lindley, né le 17 novembre 1951 à New York, est un directeur de la photographie américain, membre de l'ASC.

## Biographie
John Lindley débute comme chef opérateur sur un documentaire de 1979, puis sur deux téléfilms diffusés en 1981. Au cinéma, il collabore à près de quarante films (majoritairement américains) à ce jour, le premier sorti en 1983, les deux derniers en 2010.
Il assiste notamment les réalisateurs Joseph Ruben (cinq films, dont Les Nuits avec mon ennemi en 1991, avec Julia Roberts), Phil Alden Robinson (un téléfilm et quatre films, dont Les Experts en 1992, avec Robert Redford), ou encore Nora Ephron (quatre films, dont Vous avez un message en 1998, avec Meg Ryan et Tom Hanks), entre autres.

## Filmographie partielle

### Au cinéma
- 1984 : Lily in Love de Károly Makk
- 1986 : Home of the Brave (Home of the Brave : A Film by Laurie Anderson) de Laurie Anderson (documentaire musical)
- 1986 : Macabre Party (Killer Party) de William Fruet
- 1987 : Le Beau-père (The Stepfather) de Joseph Ruben
- 1987 : In the Mood de Phil Alden Robinson
- 1988 : L'Emprise des ténèbres (The Serpent and the Rainbow) de Wes Craven
- 1989 : Coupable Ressemblance (True Believer) de Joseph Ruben
- 1989 : Jusqu'au bout du rêve (Field of Dreams) de Phil Alden Robinson
- 1989 : Immediate Family de Jonathan Kaplan
- 1990 : Vital Signs de Marisa Silver
- 1991 : Les Nuits avec mon ennemi (Sleeping with the Enemy) de Joseph Ruben
- 1991 : Le Père de la mariée (Father of the Bride) de Charles Shyer
- 1992 : Les Experts (Sneakers) de Phil Alden Robinson
- 1993 : Le Bon Fils (The Good Son) de Joseph Ruben
- 1994 : Les Complices (I love Trouble) de Charles Shyer
- 1995 : Money Train de Joseph Ruben
- 1996 : Michael de Nora Ephron
- 1998 : Pleasantville de Gary Ross
- 1998 : Vous avez un message (You've got a Mail) de Nora Ephron
- 2000 : Le Bon Numéro (Lucky Numbers) de Nora Ephron
- 2002 : La Somme de toutes les peurs (The Sum of All Fears) de Phil Alden Robinson
- 2003 : Fusion (The Core) de Jon Amiel
- 2004 : The Last Shot de Jeff Nathanson
- 2005 : Ma sorcière bien-aimée (Bewitched) de Nora Ephron
- 2006 : Ma vie sans lui (Catch and Release) de Susannah Grant
- 2007 : Mr. Brooks de Bruce A. Evans
- 2007 : Reservation Road de Terry George
- 2009 : Dans ses rêves (Imagine That) de Karey Kirkpatrick
- 2010 : Légion ou Légion - L'Armée des anges (Legion) de Scott Charles Stewart
- 2010 : La Dernière Chanson (The Last Song) de Julie Anne Robinson
- 2017 : Father Figures de Lawrence Sher

### À la télévision
Téléfilms
- 1981 : Mr. Griffin and Me de Patrick O'Neal
- 1981 : The Gentleman Bandit de Jonathan Kaplan
- 1983 : An Invasion of Privacy de Mel Damski
- 1983 : Le Procès du démon (The Demon Murder Case) de William Hale
- 1983 : Illusions perdues (Girls of the White Orchid) de Jonathan Kaplan
- 1984 : The Baron and the Kid de Gary Nelson
- 1985 : La Griffe de l'assassin ou Vice de forme (Badge of the Assassin) de Mel Damski
- 1987 : LBJ : The Early Years (en) de Peter Werner
- 1987 : Barbara Hutton, destin d'une milliardaire (en) (Poor Little Rich Girl : The Barbara Hutton Story) de Charles Jarrott
- 2000 : Freedom Song (en) de Phil Alden Robinson